# Свети Спасител (Екс ан Прованс)
Катедралата „Св. Спасител“ (на френски: Cathédrale Saint-Sauveur) е катедрала на Архиепархия Екс ан Прованс, намираща се в град Екс ан Прованс, Франция. Тп е един от трите храмове на архиепархията, отличена с почетен статут на „малка базилика“.
Построена на мястото на бивш римски форум, според легендата на мястото на някогашен езически храм, посветен на Аполон. В архитектурно отношение е свързана с чертите на романския и готическия стил. Храмът е построен през XII век, по-късно е реконструиран няколко пъти. От по-древните постройки, разположени на мястото на днешната катедрала, са запазени само фрагменти на баптистерия. Катедралата е единен комплекс от сгради за канониците и клоатър (XII-XIII век). Кулата е построена през XV век.
Според християнското предание първият параклис е посветен на Спасителя, построен е на мястото на езически храм от Максимин от Прованс, съпровождащ в Галия Мария Магдалина. През VI век при епископ Базил на мястото на този параклис е построена първата катедрала. Тя е разрушена по време на мюсюлманската инвазия в Галия през VIII век. От нея е частично запазен само баптистерият от VI век, по-късно възстановен и включен в новата катедрала.

## Строителство
В началото на XII век започва строителството на новата катедрала. Централния неф, посветен на Дева Мария, и нефът на Свети Максимин, разполагащ се между нефа и баптистерия, е изпълнен в типичен романски стил и е завършен през XII век. В началото на XIII век Екс става столица на Прованс. Нарастващото значение на града е съпроводено с разширяване и пристройки на катедралата. В края на XIII - нач. на XIV век е създаден готическият трансепт. Корекцията през този период дава на катедралата изцяло готически облик. През 1383 г. в нея са пренесени мощите на свети Митрий.
Работите в катедралата са прекъснати за дълго време поради чумна епидемия и Стогодишната война. Те са възобновени през 1472 г. Конструкцията на фасадата отнема целия край на XV век, а последните статуи са положени на своето място през 1513 г., която се счита за годината на завършване на строителството.
Катедралата е висока 70 метра, широка 46 метра, а височинаат на нефа е 20 метра.

## Интериор
В интериора на катедралата се откроява триптихът „Горящия храст“ от XV век, чийто автор е художникът Никола Фроман. Той е преместен в катедралата от Кармелитския манастир, унищожен по време на революцията. В централната част на триптиха е изобразена Богородица с Младенеца в пламъците на един горящ храст, а долу са изобразени Мойсей и ангел. Страничните врати на триптиха изобразяват херцог Рене (владетел на Прованс и дарител на произведението) и жена му Жана дьо Лавал. Освен триптиха на Фроман в катедралата се намират и други старинни картини от XVII-XVIII век. Още един обект от XV век е пренесен в катедралата от кармелитския манастир – олтарът „Егоси“ (Aygosi). Олтарът съдържа надпис за дарилия го аристократ Урбан Егоси за манастирския параклис „Света Ана“ през 1470 г.
Саркофагът с мощите на св. Митрий се намира в параклиса на Козма и Дамян, който е в нартекса, преди да се влезе в баптистерия.

## Фасада
Римската фасада от XII век преди нефа на Дева Мария е разрушен през XV век. Изграждането на нова готическата фасада започва през 1472 г. и продължава около 30 години. През същия период е построена и камбанарията. Над фасадата е поставена скулптура на архангел Михаил, побеждаващ дракона (1507 г., дело на Жан Помие). Първоначално фасадата е украсена със статуите на 12 апостоли и шест други статуи в тимпана, но те са унищожени в периода на френската революция.
Баптистерият е построен в началото на VI век, приблизително по същото време. Първоначално баптистерият е запазен само на пода и долната част, останалото е по-късна реконструкция. Колоните в римски стил вероятно са взети от руините на римския храм.
Клоатърът на катедралата и сградите за живеене на канониците са изградени в началото на XII век. Общността на канониците, съставляваща катедралния капитул, помага на епископа да води делата на епархията и през XII век води живот, близък до монашеския. Клоатърът се намира на мястото на стария площад от римската епоха. В четири колони в ъглите на клоатъра са украсени с дърворезба с изображения на символите на четиримата евангелисти – ангел, лъв, телец и орел.
Капителите на колоните на запад и на север в клоатъра са украсени с изображения на сцени от Новия и Стария Завет, а на една от колоните има барелеф на Свети Петър. На мраморна плоча в западната галерия може да се намира над гроба на епископ на Екс - Базил (500 г.), строител на първата катедралата.